# Адам Нельсон
Адам Нельсон (англ. Adam McCright Nelson; нар. 7 липня 1975, Атланта, Джорджія, США) — американський легкоатлет, що спеціалізується на штовханні ядра, олімпійський чемпіон 2004 року, срібний призер Олімпійських ігор 2000 року, чемпіон світу.

## Кар'єра
| Рік             | Змагання                         | Місто                | Місце           | Примітки        |                 |
| Представник США | Представник США                  | Представник США      | Представник США | Представник США | Представник США |
| --------------- | -------------------------------- | -------------------- | --------------- | --------------- | --------------- |
| 2000            | Олімпійські ігри                 | Сідней, Австралія    | 2               | 21.21 м         |                 |
| 2000            | Всесвітній легкоатлетичний фінал | Доха, Катар          | 2               | 21.66 м         |                 |
| 2001            | Чемпіонат світу в приміщенні     | Лісабон, Португалія  | 2               | 20.72 м         |                 |
| 2001            | Чемпіонат світу                  | Едмонтон, Канада     | 2               | 21.24 м         |                 |
| 2002            | Всесвітній легкоатлетичний фінал | Париж, Франція       | 1               | 21.34 м         |                 |
| 2003            | Чемпіонат світу                  | Париж, Франція       | 2               | 21.26 м         |                 |
| 2003            | Всесвітній легкоатлетичний фінал | Монте-Карло, Монако  | 5               | 20.15 м         |                 |
| 2004            | Олімпійські ігри                 | Афіни, Греція        | 1               | 21.16 м         |                 |
| 2004            | Всесвітній легкоатлетичний фінал | Монте-Карло, Монако  | 2               | 20.80 м         |                 |
| 2005            | Чемпіонат світу                  | Гельсінкі, Фінляндія | 1               | 21.73 м         |                 |
| 2005            | Всесвітній легкоатлетичний фінал | Монте-Карло, Монако  | 1               | 21.92 м         |                 |
| 2007            | Чемпіонат світу                  | Осака, Японія        | 2               | 21.61 м         |                 |
| 2007            | Всесвітній легкоатлетичний фінал | Штутгарт, Німеччина  | 2               | 20.95 м         |                 |
| 2008            | Олімпійські ігри                 | Пекін, Китай         | Н/Д             | NM              |                 |
| 2009            | Чемпіонат світу                  | Берлін, Німеччина    | 5               | 21.11 м         |                 |
| 2011            | Чемпіонат світу                  | Тегу, Південна Корея | 7               | 20.29 м         |                 |